# Lukáš Ďuriška
Lukáš Ďuriška (Trenčín, 16 augustus 1992) is een Slowaaks voetballer die als middenvelder speelt.
Ďuriška speelde in de jeugd voor OŠK Družstevník Soblahov en AS Trenčín. Sinds 2011 speelt hij in het eerste team van AS Trenčín. In februari 2012 werd hij tot het einde van het seizoen 2011/12 verhuurd aan AGOVV Apeldoorn waar Trenčín mee samenwerkt. Na een verhuur op Malta speelde hij sinds medio 2014 voor MFK Frýdek-Místek. In 2016 ging hij in Polen voor Raków Częstochowa spelen. In het seizoen 2018/19 werd hij verhuurd aan Ruch Chorzów. Medio 2019 maakte hij de overstap naar Olimpia Grudziądz en een jaar later naar Zagłębie Sosnowiec.

## Statistieken
| Seizoen | Club               | Land      | Competitie                  | Wed. | Goals |
| ------- | ------------------ | --------- | --------------------------- | ---- | ----- |
| 2010/11 | AS Trenčín         | Slowakije | 1. liga (II)                | 3    | 0     |
| 2011/12 | AS Trenčín         | Slowakije | Corgoň liga (I)             | 4    | 0     |
|         | → AGOVV Apeldoorn  | Nederland | Eerste divisie (II)         | 11   | 0     |
| 2012/13 | AS Trenčín         | Slowakije | Corgoň liga (I)             | 5    | 0     |
| 2013/14 | → Mosta FC         | Malta     | Premier League (I)          | 13   | 1     |
|         | AS Trenčín         | Slowakije | Corgoň liga (I)             | 3    | 0     |
| 2014/15 | MFK Frýdek-Místek  | Tsjechië  | Fotbalová národní liga (II) | 13   | 0     |
| 2015/16 | MFK Frýdek-Místek  | Tsjechië  | Fotbalová národní liga (II) | 20   | 0     |
| 2016/17 | Raków Częstochowa  | Polen     | II liga (III)               | 25   | 1     |
| 2017/18 | Raków Częstochowa  | Polen     | I liga (II)                 | 9    | 0     |
| 2018/19 | Ruch Chorzów       | Polen     | II liga (III)               | 25   | 2     |
| 2019/20 | Olimpia Grudziądz  | Polen     | I liga (II)                 | 28   | 1     |
| 2020/21 | Zagłębie Sosnowiec | Polen     | I liga (II)                 | 32   | 0     |
| 2021/22 | Zagłębie Sosnowiec | Polen     | I liga (II)                 | 19   | 0     |
| 2022/23 | AS Trenčín         | Slowakije | Fortuna liga (I)            | 12   | 0     |
| Totaal  | Totaal             | Totaal    | Totaal                      | 222  | 5     |